# S-Adenosylhomocystein

Strukturformel.

S-Adenosylhomocystein eller S-adenosyl-L-homocystein, förkortat SAHe alternativt SAH, är en kemisk förening. SAH förekommer hos alla levande organismer. Det bildas genom demetylering av S-adenosylmetionin och är prekursor till homocystein.
SAH ingår i S-adenosylmetionincykeln (se figur nedan):
|                          |
| S-adenosylmetionincykeln |